# Многофункционален товарен модул
Многофункционалният товарен модул (MTM) е голям херметичен контейнер, използван в мисиите на совалките Спейс Шатъл за пренос на товари до/от Международната космическа станция (МКС). Бива извеждан в космоса в товарното отделение на совалка, след което механичната ръка на станцията го поема и скачва към модула Юнити, където се разтоварват провизиите и се товарят завършените експерименти и отпадците. След приключването на разтоварването МТМ отново се прибира в совалката и се връща на Земята.
Към края на програмата Спейс Шатъл и малко преди завършването на станцията единият от модулите - Леонардо - е трансформиран в перманентен многофункционален модул и е оставен на станцията за постоянно.
Модулите са предоставени на НАСА чрез договор с Италианската космическа агенция (ИКА). Конструирани са три модула, като всеки е кръстен на велик талант от италианската история: Леонардо, Рафаело и Донатело. Построени от Талес Аления Спейс за ИКА, модулите обаче са собственост на НАСА. В отплата за построяването на модулите, НАСА дава на ИКА, време, в което да прави изследвания на МКС.
МТМ първоначално са проектирани за Космическа станция Freedom и се е предполагало, че ще се конструират от компания Боинг, но през 1992 италианците обявяват, че ще построят „Малък херметически товарен модул“ способен да носи товар до 4500 кг. След промяна на дизайна през 1993 г. дължината на модула е увеличена двукратно, и е преименуван на Многофункционален товарен модул.
Всеки от трите модула е дълъг 6.4 м и има диаметър 4.6 м., Тежи празен около 4,5 тона и побира до около 10 тона товари. Времето му на полет (в трюма на совалката или скачен с МКС) е до 1 месец.
За разлика от другите два модула, Донатело може да превозва товари, които се нуждаят от непрекъснато захранване, от сглобяването им на Земята до скачването им към веригите на МКС. Плановете за полети към септември 2009 г. обаче не предвиждат извеждането му в орбита преди пенсионирането на совалките.
С извеждането от експлоатация на совалките през 2010, МТМ ще летят общо единадесет пъти.

## Постоянен логистичен модул
През 2004 г. ЕКА предлага на НАСА Донатело да бъде снабден с подсилена защита срещу микрометеорити, и да бъде оставен скачен към МКС след пенсионирането на совалките. Такъв модул ще се нарича Постоянен логистичен модул (ПЛМ), и ще служи като склад за резервни части и припаси. Наличието му би позволило по-редки снабдителни полети до МКС. Цената на допълнителната защита е пресметната на между 20 и 40 милиона долара на модул. НАСА отхвърля предложението, тъй като то би изисквало промяна в графика на полетите, и би донесло допълнителни разходи.
След това обаче преговорите между двете агенции продължават. На 5 август 2009 г. е обявено решение при последния полет на совалката носеният от нея МЛМ (очаква се това да е Рафаело) да бъде оставен постоянно скачен към станцията като ПЛМ. Съобщено е и че работата по подсилването на защитата на Рафаело ще започне веднага. Очаква се модулът да се използва съвместно от НАСА и ЕКА.

## Завършени мисии
| Дата на изстрелване | Мисия   | Совалка   | МТМ          |
| ------------------- | ------- | --------- | ------------ |
| 8 март, 2001        | STS-102 | Дискавъри | Леонардо     |
| 19 април, 2001      | STS-100 | Индевър   | Рафаело      |
| 10 август, 2001     | STS-105 | Дискавъри | Леонардо     |
| 5 декември, 2001    | STS-108 | Индевър   | Рафаело      |
| 5 юни, 2002         | STS-111 | Индевър   | Леонардо     |
| 26 юли, 2005        | STS-114 | Дискавъри | Рафаело      |
| 4 юли, 2006         | STS-121 | Дискавъри | Леонардо     |
| 14 ноември, 2008    | STS-126 | Индевър   | Леонардо     |
| 28 август 2009      | STS-128 | Дискавъри | Леонардо     |
| 5 април 2010        | STS-131 | Дискавъри | Леонардо     |
| 24 февруари 2011    | STS-133 | Дискавъри | ПММ Леонардо |
| 28 юни 2011         | STS-135 | Атлантис  | Рафаело      |